# Liste der Kulturdenkmale in Wensin
In der Liste der Kulturdenkmale in Wensin sind alle Kulturdenkmale der schleswig-holsteinischen Gemeinde Wensin (Kreis Segeberg) und ihrer Ortsteile aufgelistet (Stand: 9. Juni 2025).

## Legende
In den Spalten befinden sich folgende Informationen:
- Objekt-ID: die Nummer des Kulturdenkmales
- Lage: die Adresse des Kulturdenkmales und die geographischen Koordinaten. Kartenansicht, um Koordinaten zu setzen. In der Kartenansicht sind Kulturdenkmale ohne Koordinaten mit einem roten Marker dargestellt und können in der Karte gesetzt werden. Kulturdenkmale ohne Bild sind mit einem blauen Marker gekennzeichnet, Kulturdenkmale mit Bild mit einem grünen Marker.
- Offizielle Bezeichnung: Bezeichnung des Kulturdenkmales
- Beschreibung: die Beschreibung des Kulturdenkmales
- Bild: ein Bild des Kulturdenkmales

## Sachgesamtheiten
| Objekt-ID | Lage                                  | Offizielle Bezeichnung | Beschreibung | Bild |
| --------- | ------------------------------------- | ---------------------- | --- | ---- |
| 45204     | Hüls 1 (53° 59′ 54″ N, 10° 26′ 16″ O) | Hof Hüls               | Hof Hüls; 1848 – Ende 19. Jh.; südlich der Niederung der Garbeker Au gelegenes Ensemble aus Wohnhaus, Scheune, Kuh- und Pferdestall, ehem. Schweinestall und Zufahrtsallee - Begründung: geschichtlich, Kulturlandschaft prägend - Schutzumfang: Wohnhaus, Kuh- und Pferdestall, Scheune, ehem. Schweinestall, Zufahrtsallee (Linden) | BW   |

## Bauliche Anlagen
| Objekt-ID      | Lage                                            | Offizielle Bezeichnung       | Beschreibung | Bild            |
| -------------- | ----------------------------------------------- | ---------------------------- | --- | --------------- |
| 8147 Wikidata  | An der B 432 (53° 59′ 29″ N, 10° 26′ 23″ O)     | Meilenstein                  | Alteintragung (Aktualisierung vorgesehen) - Begründung: geschichtlich, wissenschaftlich, Kulturlandschaft prägend - Schutzumfang: Alteintragung (Aktualisierung vorgesehen) - Denkmaltyp: Bauliche Anlage | Fotos hochladen |
| 1235 Wikidata  | Gut Wensin 1 (53° 58′ 43″ N, 10° 24′ 32″ O)     | Gut Wensin: Herrenhaus       | Im Mittelalter wurde Wensin zum Stammsitz eines deutschen Rittergeschlechts, das zusammen mit den Schauenburger Grafen in das einstmals westslawische Territorium kam und den Namen des Ortes übernahm. Unter den sogenannten Rittern von Wensin wurde in Garbek, einige Kilometer nördlich des heutigen Guts, eine erste Wasserburg in Form eines befestigten Doppelhauses errichtet. Alteintragung (Aktualisierung vorgesehen) - Begründung: Alteintragung (Aktualisierung vorgesehen) - Schutzumfang: Alteintragung (Aktualisierung vorgesehen) - Denkmaltyp: Bauliche Anlage | Fotos hochladen |
| 1236 Wikidata  | Gut Wensin 2 – 4 (53° 58′ 45″ N, 10° 24′ 31″ O) | Gut Wensin: Kavalierhaus     | Alteintragung (Aktualisierung vorgesehen) - Begründung: Alteintragung (Aktualisierung vorgesehen) - Schutzumfang: Alteintragung (Aktualisierung vorgesehen) - Denkmaltyp: Bauliche Anlage | BW              |
| 1961 Wikidata  | Gut Wensin 5 – 7 (53° 58′ 48″ N, 10° 24′ 27″ O) | Gut Wensin: Getreidespeicher | Alteintragung (Aktualisierung vorgesehen) - Begründung: Alteintragung (Aktualisierung vorgesehen) - Schutzumfang: Alteintragung (Aktualisierung vorgesehen) - Denkmaltyp: Bauliche Anlage | BW              |
| 1885 Wikidata  | Gut Wensin (53° 58′ 50″ N, 10° 24′ 28″ O)       | Gut Wensin: Orangerie        | Alteintragung (Aktualisierung vorgesehen) - Begründung: Alteintragung (Aktualisierung vorgesehen) - Schutzumfang: Alteintragung (Aktualisierung vorgesehen) - Denkmaltyp: Bauliche Anlage | BW              |
| 13494 Wikidata | Gut Wensin (53° 58′ 51″ N, 10° 24′ 29″ O)       | Gut Wensin: Gärtnerhaus      | Alteintragung (Aktualisierung vorgesehen) - Begründung: Alteintragung (Aktualisierung vorgesehen) - Schutzumfang: Alteintragung (Aktualisierung vorgesehen) - Denkmaltyp: Bauliche Anlage | BW              |
| 13495 Wikidata | Gut Wensin (53° 58′ 51″ N, 10° 24′ 36″ O)       | Gut Wensin: Buttermilchhaus  | Alteintragung (Aktualisierung vorgesehen) - Begründung: Alteintragung (Aktualisierung vorgesehen) - Schutzumfang: Alteintragung (Aktualisierung vorgesehen) - Denkmaltyp: Bauliche Anlage | BW              |
| 13121          | Hüls 1 (53° 59′ 55″ N, 10° 26′ 18″ O)           | Kuh- und Pferdestall         | Kuh- und Pferdestall; 1848; großer eingeschossiger Fachwerkbau mit reetgedecktem Halbwalmdach - Begründung: geschichtlich, Kulturlandschaft prägend - Schutzumfang: gesamtes Objekt - Denkmaltyp: Bauliche Anlage, Sachgesamtheit: Hof Hüls | BW              |

## Teile von baulichen Anlagen
| Objekt-ID | Lage                                                    | Offizielle Bezeichnung | Beschreibung | Bild |
| --------- | ------------------------------------------------------- | ---------------------- | --- | ---- |
| 27230     | Segeberger Straße (B432) (53° 59′ 33″ N, 10° 26′ 49″ O) | Reliefstein „CR 1843“  | Reliefstein; 1843; Steintafel beidseitig mit Relief-Monogramm des dänischen Königs Christian VIII. - Begründung: geschichtlich, Kulturlandschaft prägend - Schutzumfang: gesamtes Objekt - Denkmaltyp: Teil einer baulichen Anlage | BW   |

## Gründenkmale
| Objekt-ID      | Lage                                      | Offizielle Bezeichnung             | Beschreibung | Bild |
| -------------- | ----------------------------------------- | ---------------------------------- | --- | ---- |
| 8126 Wikidata  | Gut Wenzin (53° 58′ 49″ N, 10° 24′ 33″ O) | Gut Wensin: Gutsgarten             | Alteintragung (Aktualisierung vorgesehen) - Begründung: geschichtlich, künstlerisch, Kulturlandschaft prägend - Schutzumfang: Gut Wensin: Gutsgarten, Gartenmauer, geschnittenes doppeltes Lindenkreuz, freiwachsende Lindenallee, Apollo, Brücke Herrenhaus/Insel, Insel im Burggraben, landschaftlich vergrößerter Burggraben, Hoflinden, Burggraben (teilweise verfüllt), Brücke Insel/Garten, Brücke Kavalierhaus/Gartenpavillon, Blutbuche - Denkmaltyp: Gründenkmal | BW   |
| 13493 Wikidata | Gut Wensin (53° 58′ 52″ N, 10° 24′ 27″ O) | Gut Wensin: Zufahrtsallee (Linden) | Alteintragung (Aktualisierung vorgesehen) - Begründung: geschichtlich, Kulturlandschaft prägend - Schutzumfang: gesamtes Objekt - Denkmaltyp: Gründenkmal | BW   |

## Sonstige Denkmale
| Objekt-ID     | Lage                                      | Offizielle Bezeichnung                 | Beschreibung | Bild |
| ------------- | ----------------------------------------- | -------------------------------------- | --- | ---- |
| 8127 Wikidata | Gut Wenzin (53° 58′ 48″ N, 10° 24′ 28″ O) | Gut Wensin: Schmiedeeisernes Gartentor | Alteintragung (Aktualisierung vorgesehen) - Begründung: geschichtlich, künstlerisch - Schutzumfang: Alteintragung (Aktualisierung vorgesehen) - Denkmaltyp: Sonstiges Denkmal | BW   |

## Quelle
- Liste der Kulturdenkmale in Schleswig-Holstein – Kreis Segeberg

- Karte mit allen Koordinaten:
- OSM |
- WikiMap